# لشکر ۷۶ پیاده (ایالات متحده آمریکا)
لشکر ۷۶ پیاده (انگلیسی: 76th Infantry Division) لشکر پیاده‌نظام نیروی زمینی ایالات متحده آمریکا است، که در سال ۱۹۱۷ تأسیس شد.
لشکر ۷۶ پیاده یکی از واحدهای ارتش ایالات متحده در جنگ جهانی اول، جنگ جهانی دوم و جنگ سرد بود. این لشکر در سال ۱۹۹۶ غیرفعال شد و در سال ۲۰۱۳ به عنوان هفتاد و ششمین فرماندهی واکنش عملیاتی ذخیره نیروی زمینی ایالات متحده آمریکا بازسازی شد.